# نقیضه

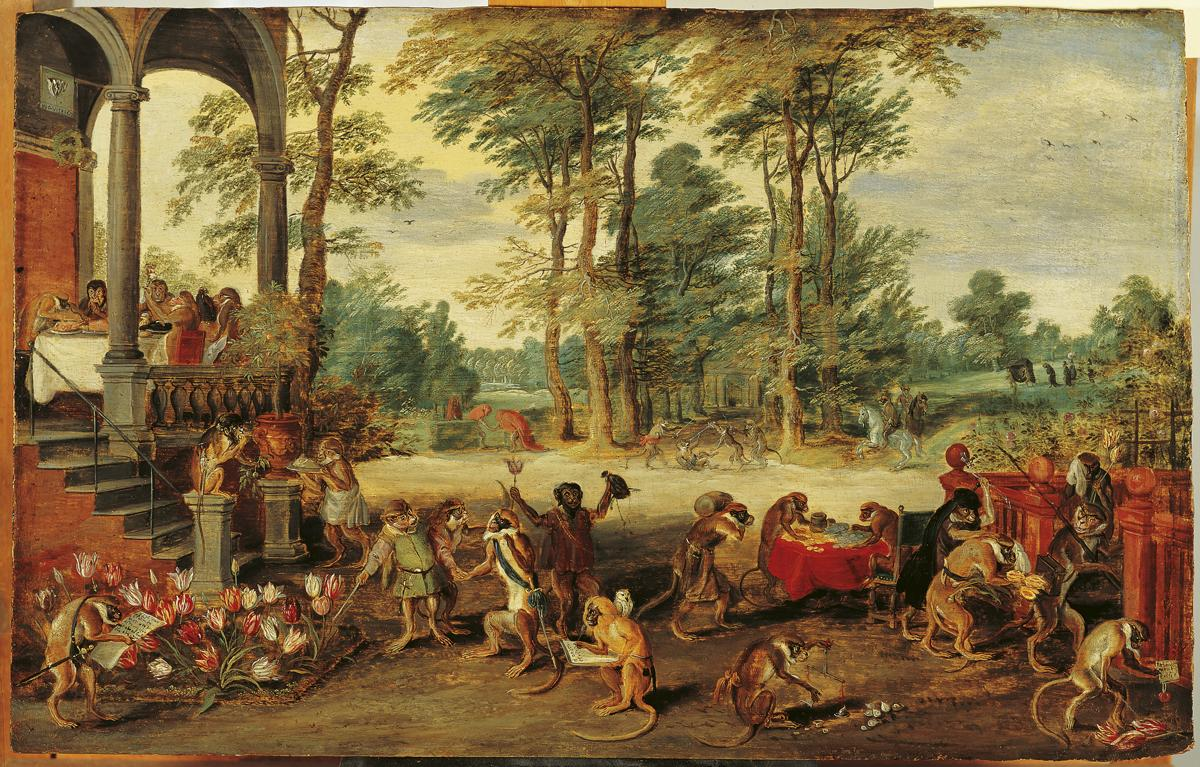
نقیضه

نقیضه که به آن «پارودی» یا «پَرودی» (فرانسوی: parodie‎) نیز گفته می‌شود، تقلید طنزگونه از یک کار هنریِ دیگر است. نقیضه در مواردی به قصد استهزاء و نقد اثر ساخته می‌شود و در مواقعی تنها هدف خنداندن و با فهماندن موضوعی به صورت پنهان و طنز است. این سبک یکی از فنون عمده طنز محسوب می‌شود.
پارودی در ادبیات اروپا به شکل‌های مختلف استفاده شده ولی تعاریف متفاوت معاصر آن، بیانگر نبود تعریفی مورد قبول همگان از این نوع ادبی است. با تأکید بر نظریه گفتگویی باختین و با توجه به دیدگاه‌های ژنت و بارت، می‌توان پارودی را چنین تعریف کرد: پارودی تقلید یا تغییر شکل عامدانه محصولی فرهنگی-اجتماعی (شامل انواع متون ادبی و غیر ادبی و گفتار در معنای بسیار گسترده باختینی آن) است که با دیدگاهی دست کم سرگرم‌کننده، نه لزوماً تمسخرآمیز، موضوع اصلی خود را بازآفرینی می‌کند.

## در ادبیات
نقیضه و نقیضه گوئی از دیرباز در ادبیات کهن فارسی به دو صورت جد و هزل وجود داشته‌است. نقیضه گویی در ادب فارسی به نظم محدود نبوده و در نثر هم استفاده می‌شده‌است.
بعضی بر این باورند با این که اصطلاح نقیضه، در ادبیات فارسی معادل پارودی در ادبیات غرب قرار گرفته‌است؛ اما از بسیاری جهات با آن تفاوت دارد. در ادبیات فارسی همه مقوله‌های پارودی، بورلسک، تراوستی و… زیر عنوان نقیضه جای می‌گیرند و نقیضه به تنهایی بار تمامی این اصطلاحات را به دوش می‌کشد. بنابر این در مقالات خود مناسب‌تر دانسته‌اند که نقیضه معادل بورلسک به کار برده شود نه پارودی.
نقیضه شعری به اثری گفته می‌شود که که به تقلیدِ شعر دیگری سروده شده و مبتنی بر طنز و هزل است. مثال:
- بوی کباب می‌رسد از مطبخم به دل/ «پیغام آشنا نفس روحپرور است».[۳]
- شاعر قرن نهم، بُسحقِ اطعمه، نقیضه‌هایی طنزآمیز بر آثار کثیری از شاعران پیش از خود، از جمله سعدی و حافظ، نوشته‌است که موضوع آن‌ها معرفی غذاهای رنگارنگ ایرانی است.[۴]
- ذبیح بهروز در فصلی به نام «گندستان» از رسالهٔ طنزآلودِ معراج‌نامه، که با نام مستعار نویسنده (ابن دیلاق) در زمان رضاشاه به‌طور زیرزمینی انتشار یافت، نقیضه‌ای بر گلستان نوشته‌است. گندستان در جماع و استمنا. از جمله، در «دیباچه»، به استفاده از آب دهان برای استمناء اشاره کرده‌است: «بنده همان به که به آب دهان/ کار کند روز و شب و سال و ماه».[۵]

## در سینما
- مجموعه فیلم‌های فیلم ترسناک نقیضه‌های فیلم‌های ژانر وحشت سینمای هالیوود هستند.
- برخی فیلم ۵۰ کیلو آلبالو اثر مانی حقیقی را نقیضه ای بر فیلمفارسی دانسته اند.
- فیلم خیلی سریع! (به انگلیسی: !superfast) نقیضه مجموعه فیلم‌های سریع و خشن است.
- فیلم فیلم ابرقهرمانی نقیضه فیلم مردعنکبوتی است.

## بر پایه کشور

### ایران
- سریال خنده بازار به کارگردانی شهاب عباسی
- برنامه پاورقی
- برنامه دی بی سی

### برای مطالعهٔ بیشتر
- نقی و پارودی
- http://www.ensani.ir/fa/content/292816/default.aspx